# Los jueces de la ley
Los jueces de la ley (título original: The Star Chamber) es una película dirigida por Peter Hyams y protagonizada por Michael Douglas, Hal Holbrook y Yaphet Kotto.

## Argumento
Steven Hardin es un juez todavía joven que tiene una familia. Está en desacuerdo con muchos aspectos del código penal que le impiden dictaminar las sentencias de la forma que él considera más justa. Harto de que los enrevesados abogados aprovechen los vacíos legales para que sus defendidos, a menudo asesinos y criminales, salgan impunes de sus actos, su ética hace que empiece a plantear una solución a este grave problema.
Esta frustración llega al punto de que un día tiene que dejar libre a dos criminales contra quienes hay pruebas encontradas en su coche que demuestran presuntamente que secuenstran a niños, hacen pornografía infantil con ellos en contra de su voluntad para luego asesinarlos. Al mismo tiempo él conoce a un reducido grupo de juristas liderados por Benjamin Caulfield que se hacen llamar Los jueces de la ley. El joven juez comparte los principios e ideas que defienden estos jueces, ya que pretenden aplicar la justicia de la forma más razonable posible. Para ello se juntan en reuniones secretas donde estudian las penas que se merecen aquellos criminales que han salidos indemnes y que en su opinión merecen ser castigados. Luego, si son declarados culpables por ellos, ellos son condenados a muerte y ejecutados por un asesino a sueldo contratado por ellos.
Tras muchas deliberaciones él se inclina a ser parte del club y es testigo de dos condenas y posterior ejecuciones de dos personas de ese calibre. Luego él expone allí el caso que tuvo que tratar. Los dos son declarados culpables y condenados a muerte por ellos. Sin embargo poco tiempo después la policía bajo el mando del Detective Harry Lowe descubre a través de un criminal, que se vuelve informante a cambio de evitar una larga condena por robo de coches que los verdaderos culpables eran tres negros criminales y no los dos que él liberó. Había robado el coche de los dos criminales para ellos no sabiendo lo que estaban haciendo, los cuales le encomendaron luego para que luego lo pusiese otra vez en su sitio descubriendo solo más tarde lo que habían hecho, algo que ocurrió antes de que la policía rastrease el coche.  
Los tres son luego arrestados. Se convierte en noticia y Hardin, dándose cuenta de que los dos son inocentes del crimen trata entonces de convencer a los demás que no ejecuten la sentencia, pero se niegan, porque ya han hecho la sentencia y le ponen claro que en sus sentencias hay un mínimo de inocentes ejecutados que están dispuestos a aceptar con tal de coger a la mayoría que son culpables. 
Cuando aun así quiere detenerlo advirtiendo a los dos criminales que resultan ser traficantes de droga, ellos quieren matarlo junto a los dos criminales para protegerse a través del asesino a sueldo, pero el asesino es matado por Lowe cuando iba a matarlo justo después de matar a los otros dos, el cual estaba allí por curiosidad cuando notó la presencia de Hardin cerca de los dos criminales. Dándose cuenta de que se han convertido en asesinos, Hardin actúa contra ellos con la ayuda del detective y consiguen grabar una de sus reuniones secretas. Se insinúa que los miembros del grupo serán posteriormente arrestados por sus crímenes.

## Reparto
- Michael Douglas - Steven R. Hardin
- Hal Holbrook - Benjamin Caulfield
- Yaphet Kotto as Det. Harry Lowes
- Sharon Gless - Emily Hardin
- James Sikking - Dr. Harold Lewin
- Joe Regalbuto - Arthur Cooms
- Don Calfa - Lawrence Monk
- David Faustino - Tony Hardin
- Larry Hankin - Det. Kenneth Wiggan
- Dick Anthony Williams - Det. Paul Mackey